# علم المعلومات الفيروسية
علم المعلومات الفيروسية هو دمج لعلم الفيروسات مع المعلوماتية الحيوية التي تنطوي على تطبيق تكنولوجيا المعلومات والاتصالات في مختلف جوانب البحوث الفيروسية .
و يوجد حاليًا أكثر من 100 خادم ويب وقواعد بيانات تعطي المعرفة فيما يتعلق بالفيروسات المختلفة بالإضافة إلى التطبيقات المتميزة المتعلقة بتحليل التنوع، وإعادة التركيب الفيروسي، ودراسات تدخل الرنا، وتصميم الأدوية، وتفاعل البروتينات البروتينية، والتحليل الهيكلي وما شابه ذلك.